# Köckritz (Harth-Pöllnitz)
Köckritz ist ein Ortsteil der Gemeinde Harth-Pöllnitz im Landkreis Greiz in Thüringen.

## Geografie
Köckritz und Köfeln, die mit Stand von 2017 zusammen 263 Einwohner haben, bilden in den mit landwirtschaftlichen Nutzflächen umgebenen Orten eine Einheit.

## Geschichte
Die urkundliche Ersterwähnung von Köckritz fand 1209 statt, als Henricius de Kokeritz als Zeuge auftrat. Dies ist auch der Hinweis auf den Rittergutssitz im Dorf.
An der Stelle einer einstigen Kapelle steht die 1740 erbaute Kirche. Eine im Dorf stehende Kugelakazie wurde schon 1807 auf einem Siegel des Ortes als Bild verwendet. In jüngster Zeit steht dort ein Ehrenmal für die im Krieg erlittenen Menschenopfer.
Ende der 90er Jahre entstand am östlichen Ortsrand das neue Wohngebiet „Am Rotacker“.

## Wirtschaft
Das heute wieder in Privatbesitz befindliche ehemalige Rittergut und die Agrargenossenschaft bestimmen neben Dienstleistungen der Kfz-Branche die Wirtschaft.

## Söhne und Töchter des Ortes
- Hermann Focke (1865–1951), deutscher Landwirt und Politiker